# بيتر ستانفورد
بيتر ستانفورد (بالإنجليزية: Peter Stanford)‏ هو كاتب سير ومقدم تلفزيوني وصحفي بريطاني، ولد في 23 نوفمبر 1961 في ماكليسفيلد في المملكة المتحدة.